# إيلا تشيفر ثاير
إيلا تشيفر ثاير (بالإنجليزية: Ella Cheever Thayer) (14 سبتمبر 1849، بورتلاند في الولايات المتحدة - 1925)؛ روائية أمريكية.